# جورج ماير (عالم نبات)
جورج ماير (بالألمانية: Georg Friedrich Wilhelm Meyer)‏ (و. 1782 – 1856 م) هو عالم نبات، وأستاذ جامعي من بروسيا، ولد في هانوفر، كان عضوًا في أكاديمية العلوم في غوتينغن، والأكاديمية الألمانية للعلوم ليوبولدينا، توفي في غوتينغن، عن عمر يناهز 74 عاماً.

## التعليم
تعلم في جامعة غوتينغن
.